# Alexandra Boulat
Alexandra Boulat (París, 2 de mayo de 1962 - Ib., 5 de octubre de 2007) fue una fotoperiodista francesa.
Nació en París, Francia y estudió artes gráficas e historia del arte en la Escuela de Bellas Artes (École des Beaux-Arts) de París. En 2001 fue cofundadora de la agencia fotográfica VII, aunque anteriormente había estado representada por Sipa Press y por la agencia de su madre, Cosmos.
Su trabajo se ha publicado en muchas revistas, entre ellas Time, Newsweek, Paris Match y National Geographic y ha recibido varios premios. Desde 2006 concentró su trabajo principalmente en obtener fotografías del conflicto de Gaza.
En junio de 2007 sufrió un aneurisma cerebral, quedando tres semanas en un coma inducido en Israel. Fue trasladada a París, donde murió el 5 de octubre de 2007 sin haber despertado del coma.